# Los Sauces, Cuautitlán de García Barragán
Los Sauces är en ort i Mexiko.   Den ligger i kommunen Cuautitlán de García Barragán och delstaten Jalisco, i den södra delen av landet, 500 km väster om huvudstaden Mexico City. Los Sauces ligger 1 189 meter över havet och antalet invånare är 109.
Terrängen runt Los Sauces är huvudsakligen kuperad, men norrut är den bergig. Runt Los Sauces är det glesbefolkat, med 14 invånare per kvadratkilometer. Närmaste större samhälle är Minatitlán, 12,1 km sydost om Los Sauces. I omgivningarna runt Los Sauces växer i huvudsak lövfällande lövskog.